# Белкарт

Белкарт — внутрішня платіжна система Республіки Білорусь на основі банківських платіжних карток.
На перше січня 2020 року в обігу перебувало понад  4,955 млн карток, щосекунди відбуваолося 17 трансакцій, а частка розрахунків картками системи в безготівковому обороті країни становила 45,23%.

## Історія
- Березень 1994 — прийнято рішення про початок робіт зі створення системи «Белкарт»
- 30 грудня 1994 — отримано свідоцтво про реєстрацію товарного знаку «Белкарт»
- 26 вересня 1995 — виконана перша операція по картці «Белкарт» з мікропроцесором
- Квітень 2001 — початок міжбанківських розрахунків на основі багатостороннього клірингу
- Січень 2002 — впроваджена оплата послуг в пристроях самообслуговування
- 30 червня 2004 — засновано ЗАТ «Платіжна система „Белкарт“»
- Лютий 2007 — впроваджена послуга інтернет-банкінгу
- 21 вересня 2007 — ЗАТ «Платіжна система „Белкарт“» приєднано до ВАТ «Банківський процесинговий центр»
- Серпень 2008 — початок масової емісії карток «Белкарт-М»
- Жовтень 2009 — випущена 1 000 000-а картка «Белкарт-М»
- Липень 2012 — на території Білорусі в обігу перебуває 4 630 000 карток платіжної системи «Белкарт». Мережа обслуговування карток «Белкарт» включає не менше 3 107 банкоматів, 3126 інфокіосків і 7175 терміналів. Не менше 30 921 організації торгівлі та сервісу приймають картки «Белкарт». Платіжною системою покрито більше 90 % об'єктів еквайрингової інфраструктури країни. На 1 липня 2012 частка банків в обсязі випуску карток «Белкарт-М» виглядала таким чином: Беларусбанк — 63,5 %; Белагропромбанк — 15,7 %; БПС-Сбербанк — 12,8 %; Інші банки — 8 %[3].
- Листопад 2012 — не менш ніж у 34 000 організацій встановлено понад 52 000 платіжних терміналів для безготівкових розрахунків з використанням карток " Белкарт ", функціонує 4 143 інфокіосків для безготівкової оплати послуг і 3528 банкоматів[4].
- 3 грудня 2012 — ЗАТ «Трастбанк» випущена перша в системі «Белкарт» неперсоналізована картка.[5] Випущена перша неперсоналізована картка «Белкарт»
- 1 квітня 2013 — проведено рестайлінг платіжної системи Белкарт. Зміні піддалося найменування платіжної системи (замість «Белкарт» — Белкарт), прийнято новий товарний знак (символічне зображення квітки волошки, з синіми пелюстками-картками). З 01 січня 2014 новий логотип буде наноситися на всі нові картки платіжної системи.
- 16 серпня 2013 — підписання договору про створення ЗАТ «Белкарт». Засновниками виступили ВАТ «Банківський процесінговий центр», ВАТ «АСБ Беларусбанк», ВАТ «Белагропромбанк» і ВАТ «Білінвестбанк».[6]
- 1 жовтня 2013 — Мінським міським виконавчим комітетом зареєстровано самостійна юридична особа ЗАТ «Платіжна система Белкарт».

## Банки-учасники
Учасниками системи Белкарт зараз є 21 банк:
- ВАТ «АСБ Беларусбанк»
- ВАТ «Белагропромбанк»
- ВАТ «Белвнешекономбанк»
- ВАТ «Бєлгазпромбанку»
- ВАТ «Білінвестбанк»
- ВАТ «Білоруський народний банк»
- ВАТ «БПС-Сбербанк»
- ЗАТ «БелСвіссБанк»
- ЗАТ «Дельта Банк»
- ЗАТ «МТБанк»
- ВАТ «Парітетбанк»
- «Приорбанк» ВАТ
- ЗАТ «Трастбанк»
- Національний банк Республіки Білорусь
- ВАТ «Банк Москва-Мінськ»
- «Франсабанк» ВАТ
- ЗАТ «Цептер Банк»
- ЗАТ «ІнтерПейБанк»
- ЗАТ «БТА Банк»
- ВАТ «Технобанк»
- ЗАТ «Альфа-Банк» (Білорусь)